# 仲村佳樹
仲村 佳樹（なかむら よしき、6月17日 - ）は、日本の漫画家。徳島県出身。女性。血液型はB型。代表作は『東京クレイジーパラダイス』『スキップ・ビート!』。

## 来歴
1992年、「両手にツキ」（『別冊花とゆめ』（白泉社）1993年2月号）で第17回白泉社アテナ新人大賞新人賞を受賞。
1993年、「夢で会うより素敵」（『花とゆめ』9号（同））にてデビュー。以降、同誌およびその派生誌を中心に執筆活動を展開。
1994年、デビュー作「夢で会うより素敵」の設定（美雪&一堂シリーズ）を継承する「MVPは譲れない!」の連載を開始。
1996年、かねてから『花とゆめ』にて読み切り、前後編作を発表していた「東京クレイジーパラダイス」の連載を同誌にて開始。同作品は5年間、全108話に渡って連載され、仲村の最初の代表作となった。
2002年、『花とゆめ』にて『スキップ・ビート!』の連載を開始（2020年9月現在連載中）。

## 作品リスト
- 発表年は掲載誌の号数に準拠。
- 太字は連載作品
- 〈掲載誌〉HY：『花とゆめ』 / THY ：『ザ花とゆめ』  / HYSZ：『花とゆめステップ増刊』 / HYPZ：『花とゆめプラネット増刊』 / BHY：『別冊花とゆめ』 （以上、白泉社）
- 〈収録〉夢逢う：『夢で逢うより素敵』 / 聖恋：『聖恋』 / MVP：『MVPは譲れない!』 /  TCP：『東京クレイジーパラダイス』

|  | 連載作品 |  | シリーズ作品 |  | 読み切り作品（前後編作品を含む） |

|    | 作品名                      | 掲載誌   | 発表年・掲載号                    | 収録   | 注記 |
| -- | --------------------------- | -------- | --------------------------------- | ------ | --- |
| 1  | 聖恋                        | HY       | 1994年3号 - 1994年5号             | ―      | 初連載作品。美雪&一堂シリーズ。全3回。                                                                                       |
| 2  | MVPは譲れない!              | HY       | 1994年8号 - 1996年8号             | ―      | 美雪&一堂シリーズ。全35話。 本編の他に後日譚等が発表されている（詳細は表およびリンク先を参照）。                             |
| 3  | 東京クレイジーパラダイス    | HY       | 1996年14号 - 2001年21号           | ―      | 読み切り、前後編の掲載を経て連載化された作品。全108話。 全19巻にわたる長編となり、仲村の代表作のひとつになった。             |
| 4  | BLUE WARS                   | HYSZ,THY | 1997年9月30日号 - 2000年10月1日号 | ―      | 半年に1度程度の不定期連載、全6回。最終回のみ『ザ花とゆめ』に掲載。                                                           |
| 5  | スキップ・ビート!           | HY       | 2002年3号 - 連載中                | ―      | 『東京クレイジーパラダイス』を上回る長編。 ドラマCDの発売やアニメ化も行われた、仲村の代表作のひとつ。                        |
| 6  | LOVE IS ALL                 | HYPZ     | 1992年11月1日号                   | MVP1   | |
| 7  | 両手にツキ                  | BHY      | 1993年2月号                       | MVP1   | 第17回白泉社アテナ新人大賞新人賞。                                                                                           |
| 8  | 夢で会うより素敵            | HY       | 1993年9号                         | 夢逢う | デビュー作。美雪&一堂シリーズ。                                                                                              |
| 9  | 愛だけがエネルギー          | HYPZ     | 1993年7月1日号                    | 夢逢う | |
| 10 | 誤解だってば!!              | HY       | 1993年15号                        | 夢逢う | |
| 11 | TO GIRLS                    | HY       | 1993年19号・20号                  | 夢逢う | 前後編作品。デビュー作「夢で会うより素敵」の続編。美雪&一堂シリーズ。 副題は、前編「そして一歩ずつ」、後編「素直になれよ」。 |
| 12 | すべて君のために            | HY       | 1993年23号                        | 夢逢う | |
| 13 | くしびの扉                  | HYPZ     | 1993年12月15日号                  | 聖恋   | |
| 14 | 一秒のロマンス              | HY       | 1994年13号                        | 聖恋   | |
| 15 | MVPは譲れない! 特別編       | HYPZ     | 1994年11月15日号                  | 未収録 | 美雪&一堂シリーズ。副題「バスケット・キングは譲れない!」                                                                     |
| 16 | 東京クレイジーパラダイス    | HY       | 1995年16号                        | TCP1   | 同作品はこの読み切りの後に同名の前後編作の発表を経て連載化された。                                                           |
| 17 | MVPは譲れない! スペシャル   | HYPZ     | 1995年8月15日号                   | 未収録 | 美雪&一堂シリーズ。 |
| 18 | 青春少女とスポーツタオル    | HY       | 1995年20号                        | MVP5   | |
| 19 | 東京クレイジーパラダイス    | HY       | 1996年2号・3号                    | TCP1   | 前後編作品。同年、同誌14号から連載化された。                                                                                 |
| 20 | MVPは譲れない! 選抜チーム編 | HY       | 1996年11号・12号                  | MVP7   | 前後編作品。美雪&一堂シリーズ。                                                                                              |
| 21 | MVPは譲れない! 東京編       | HYPZ     | 1996年8月15日号                   | MVP7   | 美雪&一堂シリーズ。 |
| 22 | おいしいぞ台湾              | BHY      | 2001年5月1日号                    | 未収録 | 仲村が台湾で行われたサイン会へ行った時の体験記を綴ったエッセイ漫画。                                                         |
| 23 | 禁断の林檎 -赤い名前-       | BHY      | 2002年3月号                       | 未収録 | 2008年、『花とゆめスターズ』12月1日号に再掲載。                                                                              |

## 書籍
詳細は各リンク先および脚注を参照。
- 新書版（全て花とゆめコミックス（白泉社）より刊行）
  - 美雪&一堂シリーズ
    - 『夢で会うより素敵』
    - 『聖恋』
    - 『MVPは譲れない!』（全7巻）

  - 『BLUE WARS』（全2巻）
  - 『東京クレイジーパラダイス』（全19巻）
  - 『スキップ・ビート!』[5]（既刊51巻）
- 文庫版（白泉社文庫（白泉社）より刊行）
  - 『MVPは譲れない!』（全4巻）
- 愛蔵版（花とゆめコミックススペシャル（白泉社）より刊行）
  - 『愛蔵版 東京クレイジーパラダイス』（全10巻）